# André Boillot
André Boillot, francoski dirkač, * 8. avgust 1891, Valentigney, Doubs, Francija, † 5. junij 1932, La Châtre, Francija.
André Boillot se je rodil 8. avgusta 1891 v francoskem mestu Valentigney. Sledil je stopinjam starejšega brata Georgesa Boillota in se že zgodaj začel ukvarjati z dirkanjem. Prva svetovna vojna je prekinila njegovo dirkaško kariero in vzela bratovo življenje.
Po vojni se je André Boillot pridružil tovarniškemu dirkaškemu moštvu Peugeota in v sezoni 1919 dosegel svojo prvo pomembnejšo zmago na dirki Targa Florio. Tudi Boillot se je pridružil številnim francoskim dirkačev, ki so se po vojni udeleževali ameriške dirki Indianapolis 500. V treh nastopih je dosegel najboljši rezultat prav leta 1919, ko je bil petnajsti po trčenju pet krogov pred koncem. V letih 1922 in 1925 je zmagal na dirki Coppa Florio, leta 1926 je zmagal na vzdržljivostni dirki 24 ur Spaja, v sezoni 1927 pa na francoski dirki Sporting Commission Cup. Boillot se je leta 1932 z dirkalnikom Peugeot 201 hudo ponesrečil na gorski dirki pri La Châtru, za posledicami nesreče je umrl nekaj dni za tem v bolnišnici.